# Pseudocalanus mimus
Pseudocalanus mimus är en kräftdjursart som beskrevs av Frost 1989. Pseudocalanus mimus ingår i släktet Pseudocalanus och familjen Clausocalanidae. Inga underarter finns listade i Catalogue of Life.